# Region (Francja)

Trzynaście regionów Francji metropolitalnej od 1 stycznia 2016

Regiony administracyjne Francji (2016)

Region – najwyższy szczebel podziału administracyjnego Francji.
W latach 60. i 70. XX wieku władze francuskie doszły do wniosku, że podział na departamenty jest niewystarczający. Planowanie strategiczne w tak małych jednostkach jest niemożliwe. Dlatego 5 lipca 1972 utworzono 21 nowych regionów administracyjnych – régions de programme – grupujących od 2 do 8 departamentów (w 1975 r. został utworzony 22. region). W wyniku kolejnej reformy, która weszła w życie 1 stycznia 2016, liczbę regionów zmniejszono do 13.
Każdy region dzieli się dalej na departamenty (département), okręgi (arrondissement), kantony (canton) oraz gminy (commune).
Od 2 marca 1982, gdy uchwalono ustawę o decentralizacji, najważniejszym organem w regionie jest rada regionalna (conseil régional), wybierana co 6 lat. Liczba jej członków zależy od liczby ludności regionu i wynosi od 34 (Gujana Francuska) do 209 (Île-de-France). Na jej czele stoi przewodniczący regionu. Ponadto prefekt regionu koordynuje działania rządu w departamentach wchodzących w skład danego regionu. Ze względu na pewne odmienności Korsyka ma inny status niż pozostałe regiony. Na jej czele stoi zgromadzenie terytorialne.

## Lista regionów

### Podział europejskiej części Francji obowiązujący od 1 stycznia 2016
1. Nowa Akwitania (przejściowa nazwa Akwitania-Limousin-Poitou-Charentes)
2. Grand Est (przejściowa nazwa Alzacja-Szampania-Ardeny-Lotaryngia)
3. Bretania
4. Burgundia-Franche-Comté
5. Île-de-France
6. Korsyka
7. Kraj Loary
8. Oksytania (przejściowa nazwa Langwedocja-Roussillon-Midi-Pireneje)
9. Hauts-de-France (przejściowa nazwa Nord-Pas-de-Calais-Pikardia)
10. Normandia
11. Owernia-Rodan-Alpy
12. Prowansja-Alpy-Lazurowe Wybrzeże
13. Region Centralny-Dolina Loary

### Podział obowiązujący do 31 grudnia 2015
(zobacz numery na mapie z boku)
| 1. Alzacja 2. Akwitania 3. Owernia 4. Dolna Normandia 5. Burgundia 6. Bretania 7. Region Centralny 8. Szampania-Ardeny 9. Korsyka (status specjalny) 10. Franche-Comté 11. Górna Normandia | 1. Île-de-France 2. Langwedocja-Roussillon 3. Limousin 4. Lotaryngia 5. Midi-Pireneje 6. Nord-Pas-de-Calais 7. Kraj Loary 8. Pikardia 9. Poitou-Charentes 10. Prowansja-Alpy-Lazurowe Wybrzeże 11. Rodan-Alpy | Regiony Francji |

### Departamenty (regiony) zamorskie
Pięć departamentów zamorskich (départements d’outre mer, DOM) ma również status regionu:
- 971 Gwadelupa
- 972 Martynika
- 973 Gujana Francuska
- 974 Reunion
- 976 Majotta